# Supercopa de Europa 1977
La Supercopa de Europa 1977 fue la 4.ª edición de la competición, se jugó entre el Liverpool F. C. (vencedor de la Copa de Europa 1976-77) y el Hamburgo S. V. (vencedor de la Recopa de Europa 1976-77) a doble partido los días 22 de noviembre y 6 de diciembre de 1977. El primer partido se jugó en Hamburgo y acabó con el resultado de empate a un gol. El segundo partido se juega en Liverpool, en donde el Liverpool F. C. golea por 6 tantos a 0 al Hamburgo S. V., llevándose su primera Supercopa de Europa por un global en la eliminatoria de 7 goles a 1.
| Bandera de Alemania | 1 - 7 | Bandera de Inglaterra |
| Hamburgo S. V. 1 0  | 1 - 7 | Liverpool F. C. 1 6   |
| ------------------- | ----- | --------------------- |

## Equipos participantes
| Liverpool F. C. |  | Inglaterra |  | Campeón de la Copa de Europa (1976-77)   |
| Hamburgo S. V.  |  | Alemania   |  | Campeón de la Recopa de Europa (1976-77) |

## Detalles de los encuentros

### Partido de ida
| 1          | POR        | Jürgen Stars      |     |
| 2          | DEF        | Manfred Kaltz     |     |
| 3          | DEF        | Hans-Jürgen Ripp  |     |
| 4          | DEF        | Ivan Buljan       | 67' |
| 5          | MED        | Kurt Eigl         |     |
| 6          | MED        | Klaus Zaczyk      |     |
| 7          | MED        | Caspar Memering   |     |
| 8          | MED        | Felix Magath      | 64' |
| 9          | DEL        | Kevin Keegan      |     |
| 10         | DEL        | Ferdinand Keller  |     |
| 11         | DEL        | Arno Steffenhagen |     |
| Entrenador | Entrenador | Arkoç Özcan       |     |

| 1          | POR        | Ray Clemence     |     |
| 2          | DEF        | Phil Neal        |     |
| 3          | DEF        | Joey Jones       | 33' |
| 4          | DEF        | Phil Thompson    |     |
| 6          | DEF        | Emlyn Hughes     |     |
| 5          | MED        | Ray Kennedy      |     |
| 8          | MED        | Jimmy Case       | 58' |
| 9          | MED        | Steve Heighway   |     |
| 11         | MED        | Ian Callaghan    |     |
| 7          | DEL        | Kenny Dalglish   |     |
| 10         | DEL        | David Fairclough |     |
| Entrenador | Entrenador | Bob Paisley      |     |

| 12 | DEF | Andreas Karow | 67' |
| 13 | MED | Horst Bertl   | 64' |

| 12 | DEF | Tommy Smith   | 33' |
| 13 | DEL | David Johnson | 58' |

| Anotado | 29' | Ferdinand Keller | 1-0 |

| Anotado | 65' | David Fairclough | 1-1 |

| Árbitro | António Garrido |

| 1          | POR        | Jürgen Stars      |     |
| 2          | DEF        | Manfred Kaltz     |     |
| 3          | DEF        | Hans-Jürgen Ripp  |     |
| 4          | DEF        | Ivan Buljan       | 67' |
| 5          | MED        | Kurt Eigl         |     |
| 6          | MED        | Klaus Zaczyk      |     |
| 7          | MED        | Caspar Memering   |     |
| 8          | MED        | Felix Magath      | 64' |
| 9          | DEL        | Kevin Keegan      |     |
| 10         | DEL        | Ferdinand Keller  |     |
| 11         | DEL        | Arno Steffenhagen |     |
| Entrenador | Entrenador | Arkoç Özcan       |     |

| 1          | POR        | Ray Clemence     |     |
| 2          | DEF        | Phil Neal        |     |
| 3          | DEF        | Joey Jones       | 33' |
| 4          | DEF        | Phil Thompson    |     |
| 6          | DEF        | Emlyn Hughes     |     |
| 5          | MED        | Ray Kennedy      |     |
| 8          | MED        | Jimmy Case       | 58' |
| 9          | MED        | Steve Heighway   |     |
| 11         | MED        | Ian Callaghan    |     |
| 7          | DEL        | Kenny Dalglish   |     |
| 10         | DEL        | David Fairclough |     |
| Entrenador | Entrenador | Bob Paisley      |     |

| 12 | DEF | Andreas Karow | 67' |
| 13 | MED | Horst Bertl   | 64' |

| 12 | DEF | Tommy Smith   | 33' |
| 13 | DEL | David Johnson | 58' |

| Anotado | 29' | Ferdinand Keller | 1-0 |

| Anotado | 65' | David Fairclough | 1-1 |

| Árbitro | António Garrido |

### Partido de vuelta
| 1          | POR        | Ray Clemence     |     |
| 2          | DEF        | Phil Neal        |     |
| 3          | DEF        | Tommy Smith      |     |
| 4          | DEF        | Phil Thompson    |     |
| 6          | DEF        | Emlyn Hughes     |     |
| 5          | MED        | Ray Kennedy      |     |
| 8          | MED        | Terry McDermott  |     |
| 9          | MED        | Steve Heighway   | 46' |
| 11         | MED        | Jimmy Case       |     |
| 7          | DEL        | Kenny Dalglish   |     |
| 10         | DEL        | David Fairclough |     |
| Entrenador | Entrenador | Bob Paisley      |     |

| 1          | POR        | Rudi Kargus      |     |
| 2          | DEF        | Hans-Jürgen Ripp |     |
| 3          | DEF        | Peter Nogly      |     |
| 5          | DEF        | Peter Hidien     |     |
| 6          | DEF        | Manfred Kaltz    |     |
| 4          | MED        | Horst Bertl      |     |
| 8          | MED        | Klaus Zaczyk     | 69' |
| 10         | MED        | Felix Magath     |     |
| 7          | DEL        | Kevin Keegan     |     |
| 9          | DEL        | Ferdinand Keller | 69' |
| 11         | DEL        | Georg Volkert    |     |
| Entrenador | Entrenador | Arkoç Özcan      |     |

| 14 | DEL | David Johnson | 46' |

| 13 | MED | Kurt Eigl         | 69' |
| 14 | DEL | Arno Steffenhagen | 69' |

| Anotado | 21' | Phil Thompson    | 1-0 |
| Anotado | 40' | Terry McDermott  | 2-0 |
| Anotado | 55' | Terry McDermott  | 3-0 |
| Anotado | 56' | Terry McDermott  | 4-0 |
| Anotado | 86' | David Fairclough | 5-0 |
| Anotado | 88' | Kenny Dalglish   | 6-0 |

| Árbitro | Ulf Eriksson |

| 1          | POR        | Ray Clemence     |     |
| 2          | DEF        | Phil Neal        |     |
| 3          | DEF        | Tommy Smith      |     |
| 4          | DEF        | Phil Thompson    |     |
| 6          | DEF        | Emlyn Hughes     |     |
| 5          | MED        | Ray Kennedy      |     |
| 8          | MED        | Terry McDermott  |     |
| 9          | MED        | Steve Heighway   | 46' |
| 11         | MED        | Jimmy Case       |     |
| 7          | DEL        | Kenny Dalglish   |     |
| 10         | DEL        | David Fairclough |     |
| Entrenador | Entrenador | Bob Paisley      |     |

| 1          | POR        | Rudi Kargus      |     |
| 2          | DEF        | Hans-Jürgen Ripp |     |
| 3          | DEF        | Peter Nogly      |     |
| 5          | DEF        | Peter Hidien     |     |
| 6          | DEF        | Manfred Kaltz    |     |
| 4          | MED        | Horst Bertl      |     |
| 8          | MED        | Klaus Zaczyk     | 69' |
| 10         | MED        | Felix Magath     |     |
| 7          | DEL        | Kevin Keegan     |     |
| 9          | DEL        | Ferdinand Keller | 69' |
| 11         | DEL        | Georg Volkert    |     |
| Entrenador | Entrenador | Arkoç Özcan      |     |

| 14 | DEL | David Johnson | 46' |

| 13 | MED | Kurt Eigl         | 69' |
| 14 | DEL | Arno Steffenhagen | 69' |

| Anotado | 21' | Phil Thompson    | 1-0 |
| Anotado | 40' | Terry McDermott  | 2-0 |
| Anotado | 55' | Terry McDermott  | 3-0 |
| Anotado | 56' | Terry McDermott  | 4-0 |
| Anotado | 86' | David Fairclough | 5-0 |
| Anotado | 88' | Kenny Dalglish   | 6-0 |

| Árbitro | Ulf Eriksson |

|                         |
| Bandera de Inglaterra   |
| Campeón Liverpool F. C. |
| 1.er Título             |